# Satin Doll Productions
Satin Doll Productions is een Duits platenlabel waarop jazz uitkomt, en dan vooral jazz uit Baden-Württemberg. Het werd in 1991 opgericht en is gevestigd in Auenwald. 
Op het label is muziek uitgekomen van onder meer Thilo Wagner, Wawau Adler, een groep met Olaf Polziehn en Ingmar Heller, Axel Kühn, Patrick Manzecchi, Gregor Hübner, Thomas Siffling, Peter Lehel, Andi Maile, de groep Modern Walkin' van Rainer Tempel, Karoline Höfler en Jeanette MacLeod.